# Réseau haïtien des journalistes de la santé
Le Réseau haïtien des journalistes de la Santé (RHJS), une association fondée le 2 septembre 2013, regroupe des professionnels des médias engagés dans la promotion de la santé et de l'environnement en Haïti. Sa mission consiste à contribuer à l'amélioration de la santé publique et environnementale à travers le vecteur de l'information. Il est reconnu par le Ministère de la Santé Publique et de la Population (MSPP) ainsi que certains partenaires comme le Fonds Des Nations Unies pour l'Enfance (UNICEF) et la Coopération Tripartite Brésil-Cuba-Haïti.
Cette structure de formation, fondée en septembre 2013 

## Histoire
Le Réseau Haïtien des Journalistes de la Santé (RHJS) offre une formation continue aux journalistes afin qu'ils puissent traiter les questions liées à la santé, aux droits humains et à l'environnement.
Lors de la première présentation de bilan d'activités, le Dr Odilet Lespérance, le premier secrétaire général de l'institution, qui a été remplacé plus tard par Gladimy Ibraïme, a souligné les réalisations du RHJS au cours de ses huit premiers mois. En effet, le réseau a dispensé huit formations aux journalistes sur des thèmes de santé variés, démontrant ainsi son engagement à renforcer les connaissances des professionnels des médias en matière de santé publique en Haïti.
Le 26 septembre 2020, le Réseau Haïtien de Journalistes de la Santé, en partenariat avec l'ODELPA et la FOSREF, avait organisé une formation pour sensibiliser les journalistes sur le VIH/SIDA afin de les mobiliser dans la lutte contre l'épidémie et d'encourager un changement de comportement au sein de la population haïtienne.
18 juin 2021, le RHJS participe dans la lutte contre le coronavirus et l’accès équitable à l’information sur la santé,.
25 juin 2021, le Dr Grégory Baugé a appelé à la vaccination des femmes enceintes contre la Covid-19 dès que les vaccins seront disponibles en Haïti. Il a souligné l'importance de cette mesure lors d'une conférence organisée par le Réseau haïtien de journalistes de la santé.
En septembre 2021, les données statistiques du rapport de terrain sur les besoins en ressources des médias et des journalistes dans le grand Sud d'Haïti. Les données recueillies par le RHJS sur le terrain ont souligné l'urgence d'un accompagnement psychologique et de formations spécialisées pour les journalistes confrontés à la couverture de catastrophes naturelles. Ces données ont également permis de formuler des recommandations concrètes pour améliorer la qualité de l'information et soutenir les journalistes dans leur travail.
En 2024, l'institution continue d'organiser des concours sur des thèmes tels la violences basées sur le genre (VBG), contre la violence sexuelle, la promotion sur la planification familiale.

### Création
Le Réseau Haitien des Journalistes de la santé (RHJS) a été créé en septembre 2013 autour de sept principes : Responsabilité, Valeur ajoutée, Performance, Partage, Autonomie, Excellence, Amour de la production.

### Conseil d'administration
Cette structure compte, à son 5e comité élu, le vendredi 19 janvier 2024, de nouvelles figures. À la tête du RHJS : Louiny Fontal (secrétaire général); Claude Bernard Sérant (secrétaire général adjoint); Sabry Iccenat (responsable de l’administration); Nytale Pierre (responsable des finances, budget et trésorerie) et Wooselande Isnardin (conseillère et mobilisatrice de ressources).

### Réalisations
- Formation au RHJS sur le VIH/SIDA et les droits humains[12]
- Formation sur les Violences basées sur le Genre (VBG)[13]
- Journée de sensibilisation et de consultation[14]
- Concours national de reportages sur la santé[15],
- Formation sur les principes de nutrition
- Prix Dr Odilet Lespérance du reportage, concours annuel pour les presses parlée, écrite, télévisée et en ligne[16]
- Séminaire à l'extérieur[17]
- Visite exploratoire avec des journalistes à l'étranger[18],[19].

### Partenariat
Ce réseau, dans ses domaines d'interventions, travaille avec plusieurs structures : publique, privée, société civile, partenariat technique et financier : Ministère de la Santé publique et de la Population (MSPP), Fonds des Nations unies pour l'enfance (UNICEF), ONUSida, Organisation mondiale de la santé (OMS), Fondation Connaissance et Liberté (FOKAL), Ambassade de France en Haïti, Ambassade du Canada en Haïti, Panos-Haïti, Organisation de Développement et de Lutte contre la Pauvreté  (ODELPA) et Fondation pour la Santé Reproductrice et l'Education Familiale (FOSREF), Volontariat pour le Développement d'Haïti (VDH) et les médias partenaires dans les dix Départements géographiques d'Haïti.